# Краснополье (Волгоградская область)
Краснопо́лье — село в Нехаевском районе Волгоградской области, административный центр Краснопольского сельского поселения.
Расположено в 25 км северо-западнее районного центра — станицы Нехаевской. В селе есть школа, медучреждение, магазины, газ, водопровод, асфальтированная дорога.

## История
Слобода Краснополье — родовое имение дворян Красновых находилось в Хоперском округе (Области Войска Донского) и граничила с Воронежской губернией. Дата основания слободы Краснополье считается вторая половина XVIII века (точная дата неизвестна).
В 1806 году здесь была построена и освящена каменная Преподобническая церковь, однопрестольная во имя преподобных отца Павла Фивейского и Иоанна Кущника разрушенная в 1960-х годах.

## Население
| 2010 | 2012 | 2013 | 2014 | 2015 | 2016 | 2017 |
| ---- | ---- | ---- | ---- | ---- | ---- | ---- |
| 453  | ↘426 | ↘411 | ↘398 | ↘387 | ↘378 | ↘370 |
| 2018 | 2019 | 2020 | 2021 |      |      |      |
| ↘363 | ↘358 | ↘345 | ↗346 |      |      |      |

### Известные жители
- Краснов, Семён Николаевич (1893—1947) — полковник Донской армии, генерал-майор вермахта.